# 古城都
古城 都（こしろ みやこ、1942年5月30日 - ）は、宝塚歌劇団・元月組トップスター。本名：本郷 都（ほんごう みやこ）。夫は俳優の本郷功次郎、次男も同じく俳優の本郷壮二郎。

## 来歴
中国山西省大同市生まれ。大同は雲崗石窟で知られる古都で、芸名の古城はその大同にちなむ。幼少のころ、山西省から引き揚げてきた。1958年、中学卒業時に宝塚音楽学校に受験、合格する。1960年に『春の踊り／ビバ・ピノキオ』で初舞台。宝塚入団時の成績は59人中17位。1961年5月1日、月組配属。
同期に山吹まゆみ、甲にしき（元女優・現在は東京宝塚劇場支配人）、上月晃（女優）、司このみ（振付師）らがおり、月組へ配属される。甲・上月とは3Kと呼ばれた。
1967年2月に退団した内重のぼるの後任として同7月・星合同公演・歌劇団初のブロードウェイミュージカル『オクラホマ!』を上演、古城の役は地味なジャッドだったが、共演の上月晃（星組、カーリー役）、初風諄（ローリー役）、八汐路まり（アド・アニー役）ともども名作を大成功に導く大役を果たした。これ以降、宝塚歌劇団は海外著名ミュージカルの上演に幾度となく取り組み成功させるが、この先鞭をつけたのが古城（と上月）であった。次の『アディオ・アモーレ』で月組主演男役を務める。
1968年には月・雪合同公演『ウエストサイド物語』（初演、トニー役）も成功させ、翌1969年の3月公演（当時は本公演は1か月間）でも月・雪合同公演で再演された。同年11月公演では『嵐が丘』でヒースクリフ役を務める。以後も1970年の八汐路退団・新相手役初風就任を挟み、1971年『ドン・ホセの一生』『人魚姫』、1973年『霧深きエルベのほとり』の大作を次々成功させた。
1973年11月29日に本郷功次郎との結婚のため退団した。最終出演公演の演目は月組公演『秋の宝塚踊り/イフ…』である。『イフ』に「〜さよなら古城都〜」なるサブタイトルが冠された。
本郷との結婚後は出産・育児などにより芸能活動から長く離れていた。その後宝塚音楽学校受験支援・OGイベントへ参加することはあるものの、家庭、受験サポートスタジオの運営を第一としている。
2014年、古巣・宝塚歌劇団創立100周年記念で創設された『宝塚歌劇の殿堂』最初の100人のひとりとして殿堂入りを果たしている。なお、古城とともに前述の3Kと呼ばれた上月・甲もともに殿堂入りを果たしており、3K全員が殿堂入りの栄誉に浴している。
2021年3月、YouTube「古城都チャンネル」を開設した。

## 宝塚歌劇団時代の舞台
- 花響楽／霧深きエルベのほとり - シュザンヌ 役 （月組、1965年3月6日 - 3月30日、東京宝塚劇場）
- ローレライ／恋天狗（月組、1966年9月2日 - 9月29日、宝塚大劇場）
- 薔薇と太陽／うかれ殿様（月組、1966年12月3日 - 12月26日、宝塚大劇場）
- おーい春風さん／霧深きエルベのほとり - フロリアン 役（月組、1967年1月28日 - 2月28日、宝塚大劇場）
- オクラホマ!（月・星組、1967年7月1日 - 7月30日、宝塚大劇場）
- アディオ・アモーレ／ワンダフル・タウン（月組、1967年10月31日 - 11月30日、宝塚大劇場）
- ハイ・ブライト（月組、1968年1月1日 - 1月30日、宝塚大劇場）
- 牛飼い童子／ラプソディ -ハンガリア物語- - フレンツ 役（月組、1968年4月27日 - 5月30日、宝塚大劇場）
- ウエストサイド物語 - トニー 役（月・雪組、1968年8月1日 - 9月1日、宝塚大劇場）
- ウェストサイド物語（月・雪組、1969年3月1日 - 3月25日、宝塚大劇場）
- 嵐が丘 - ヒースクリフ 役（月組、1969年5月3日 - 5月28日、新宿コマ劇場）
- 怒濤の果て／アリア・イン・ジャズ（月組、1969年7月5日 - 8月5日、宝塚大劇場）
- 纏おけさ／嵐が丘 - ヒースクリフ 役（月組、1969年10月31日 - 11月29日、宝塚大劇場）
- 茨木童子／ヤング・ガイ!（月組、1970年1月1日 - 2月4日、宝塚大劇場）
- タカラヅカEXPO'70　四季の踊り絵巻／ハロー!タカラヅカ（月組、1970年4月15日 - 5月6日、宝塚大劇場）
- 鴎よ波濤を越えて（月組、1970年9月2日 - 9月30日、宝塚大劇場）
- ドン・ホセの一生／タイム・マップ（月組、1971年2月27日 - 3月24日、宝塚大劇場）
- 人魚姫-愛と魂の物語-（月組、1971年7月1日 - 7月29日、宝塚大劇場）
- ゴールド・ヒル／ハレルヤ（月組、1971年12月2日 - 12月26日、宝塚大劇場）
- さらばマドレーヌ／ラ・ロンド -恋人たちの円舞曲-（月組、1972年2月26日 - 3月23日、宝塚大劇場）
- 春の嵐 戊辰凌霜隊始末（1972年4月6日- 4月30日、帝国劇場）
- 蒼き湖／グラン・ソレイユ -ひまわり-（月組、1972年7月29日 - 8月31日、宝塚大劇場）
- 海を渡る武士道 山田長政の恋（1972年10月2日 - 11月28日、帝国劇場）
- 鼓よ空に響け／愛のラプソディ（月組、1973年3月1日 - 3月22日、宝塚大劇場）
- 霧深きエルベのほとり - カール 役／ファニー・フィーリング（月組、1973年5月26日 - 6月28日、宝塚大劇場）
- 秋の宝塚踊り／イフ-さよなら古城都-（月組、1973年9月29日 - 10月30日、宝塚大劇場）

## テレビドラマ
- 徳川おんな絵巻 最終話「影のない女」（1971年、KTV） - 小夜姫
- 新・平家物語 （1972年、NHK） - 巴御前
- 一心太助 第21話「東海道だよ四人旅」（1972年、フジテレビ / 国際放映） - お浜
- 忍法かげろう斬り 第17話「おんなを捨てた女」（1972年、KTV） - お光
- 大江戸捜査網III（1973年、東京12チャンネル） - 隠密同心・夕霧
- 火曜サスペンス劇場「乱れからくり ねじ屋敷連続殺人事件」（1982年、NTV / 円谷プロダクション） - 主演・宇内舞子